# Barbie Tingz
«Barbie Tingz» es una canción de la rapera trinitense Nicki Minaj, lanzada el 12 de abril de 2018 como un sencillo, a través de los sellos discográficos Young Money Entertainment y Cash Money Records, junto con otro sencillo titulado «Chun-Li». La canción fue incluida en la versión exclusiva de Target del álbum Queen como una pista adicional.

## Antecedentes
El 10 de abril de 2018, Nicki Minaj anunció en Instagram que lanzará dos nuevas canciones: "Barbie Tingz" y "Chun -Li "el 12 de abril, y también publicó las portadas de los respectivos sencillos.

## Recepción crítica
Bianca Gracie de la revista Billboard lo llamó "un himno jugoso y fanfarrón de una producción de Chevy Music lo que es pura ciudad de Nueva York" y afirmó que le recuerda la era de la danza Litefeet, "los bares están llenos de los temas característicos de Minaj: alardear de su vagina, llamando a mujeres celosas y apuntando a sus enemigos del rap". Jon Caraminaca en The New York Times dijo, "estos son registros de combate: sueltos, belicosos, un poco descentrados". "Barbie Tingz" tiene la onda fresca del hip-hop y electro de principios de los 80. [...] Como es la norma, Minaj apunta a los antagonistas anónimos, pero en el pasado, esa fanfarronería se sentía verdaderamente sin objetivos. Pero ahora, por primera vez desde el comienzo de su carrera, hay alguien que posiblemente pueda devolver el arma y gane".

## Vídeo musical

### Vídeo lírico
El 12 de abril de 2018 se subió un video lírico a la cuenta oficial de Nicki Minaj en YouTube, dirigido por Ash Travers. El video lírico actualmente cuenta con casi 30 millones de reproducciones.

### Vídeo musical
Antes del lanzamiento del video musical, se subió un teaser de 35 segundos a la cuenta oficial de Nicki Minaj en YouTube, el 12 de abril de 2018. El teaser actualmente cuenta con más de 3 millones de reproducciones.
El vídeo oficial de la canción se subió el 4 de mayo de 2018, fue dirigido por Giovanni Bianco y Nicki Minaj. En el vídeo se muestra a Minaj en varios equipos y coreografías burlándose de su competencia. Actualmente, el vídeo cuenta con más de 100 millones de reproducciones.

## Recepción comercial
En Estados Unidos, «Barbie Tingz» debutó en la posición número 83 del Billboard Hot 100 con 21,000 copias vendidas, 4,2 millones de streams y más de 7,5 millones de audiencia en radio, con un día de seguimiento y cuatro días de emisión radial. En su segunda semana en la lista (esta fue su primera semana completa de seguimiento) subió hasta la posición número 25, gracias a sus 29,000 copias vendidas y 18 millones de streams. En su tercera semana en la lista cayó hasta el número 78 perdiendo gran parte de su popularidad. La semana siguiente no se incluyó en la lista. En la semana del 19 de mayo de 2018, la canción entró a la lista, en la posición número 84 gracias al estreno del vídeo musical, marcando su cuarta y última semana.
En otros países, «Barbie Tingz» alcanzó la posición número 21 en Canadá, la 31 en Reino Unido y la 41 en Australia.

## Posicionamiento en listas

### Gráficos semanales
| País           | Lista                   | Mejor posición | Ref.   |
| 2018           | 2018                    | 2018           | 2018   |
| -------------- | ----------------------- | -------------- | ------ |
| Australia      | ARIA                    | #41            | [ 14 ] |
| Canadá         | Canadian Hot 100        | #21            | [ 15 ] |
| Francia        | SNEP                    | #58            | [ 16 ] |
| Estados Unidos | Billboard Hot 100       | #25            | [ 11 ] |
| Estados Unidos | Digital Songs Sales     | #7             | [ 17 ] |
| Estados Unidos | Streaming Songs         | #19            | [ 18 ] |
| Estados Unidos | Hot R&B/Hip-Hop Songs   | #17            | [ 19 ] |
| Estados Unidos | Hot Rap Songs           | #13            | [ 20 ] |
| Escocia        | Official Charts Company | #28            | [ 21 ] |
| Irlanda        | IRMA                    | #58            | [ 22 ] |
| Nueva Zelanda  | RMNZ                    | #1             | [ 23 ] |
| Portugal       | AFP                     | #81            | [ 24 ] |
| Reino Unido    | Official Charts Company | #31            | [ 25 ] |
| Suecia         | Sverigetopplistan       | #90            | [ 26 ] |

## Certificaciones
| País           | Organismo certificador | Certificación | Ventas certificadas | Ref.   |
| -------------- | ---------------------- | ------------- | ------------------- | ------ |
| Estados Unidos | (RIAA)                 | Oro           | 500 000             | [ 27 ] |

## Crédito y personal
Créditos adaptados de Tidal.
- Chevy Music - producción
- Laura Bates - asistencia de mezcla, asistencia de ingeniería de registro
- Iván Jiménez - registro de asistencia en ingeniería
- Aubry "Big Juice" Delaine - mezclador, ingeniería de discos
- Labrinth - ingeniería de registros

## Historial de lanzamiento
| Región         | Fecha               | Formato                     | Etiquetas                                    | Ref.   |
| -------------- | ------------------- | --------------------------- | -------------------------------------------- | ------ |
| Todo el Mundo  | 12 de abril de 2018 | Descarga digital            | Young Money Entertainment Cash Money Records |        |
| Estados Unidos | 12 de abril de 2018 | Radio rítmica contemporánea | Young Money Entertainment Cash Money Records | [ 29 ] |